# Assassinat d'Oksana Makar
L'assassinat d'Oksana Makar va tenir lloc el març de 2012 a Ucraïna, i va rebre una àmplia cobertura mediàtica tant al país com a l'estranger i va provocar protestes massives. Oksana Makar, de 18 anys, va ser atacada per tres homes a la ciutat de Mykolaiv el 8 de març de 2012: va ser violada, estrangulada, incendiada i deixada a morir, tot i que va sobreviure tres setmanes més després de ser traslladada a l'hospital. El seu cas es va convertir en una causa famosa a Ucraïna quan només un dels atacants va ser acusat per la policia. Els altres dos, els pares dels quals es deia que eren antics funcionaris del govern, van ser posats en llibertat sota fiança policial, suposadament a causa de les connexions personals dels seus pares. Més tard van ser detinguts de nou després d'un clam públic i de protestes massives el 13 de març. Les protestes demanant justícia, recaptar fons i fomentar les donacions de sang també van continuar després de la detenció.

## Persones implicades en el cas

### Oksana Makar
Oksana Serhiyivna Makar (en ucraïnès Оксана Сергіївна Макар i en rus Оксана Сергеевна Макар, 11 de juny de 1993 - 29 de març de 2012) va passar una part important de la seva infància en un orfenat després que tant el seu pare com el seu padrastre fossin empresonats per traficar drogues i la seva mare fos condemnada per robatori a tres anys de presó. Va completar només sis anys d'escolaritat, va fugir de l'orfenat i va viure sola en diversos llocs, sent abandonada pels seus pares i es va dedicar a petits robatoris i prostitució des dels 11 anys.

### Yevhen Krasnoshchok
Yevhen Krasnoshchok (el principal sospitós) va marxar de casa als 17 anys i va treballar en diverses feines de baix nivell. Vivia en un hostal amb la seva dona i la seva filla de dos anys. Krasnoshchok restà sota custòdia policial des de la seva detenció l'11 de març de 2012.

### Maksym Prysiazhniuk
Maksym Prysiazhniuk va treballar com a advocat al Departament de Cultura de l'Ajuntament de Mykolaiv. La seva mare adoptiva era cap del consell del districte de Yelanets abans de la seva jubilació el 2009 (Yelanets es troba a 60 milles de Mykolaiv). Prysiazhniuk va ser arrestat l'11 de març de 2012, alliberat sota fiança policial i tornat a arrestar després de les protestes públiques de Femen. Prisyazhnyuk havia estat membre de l'ala juvenil del Partit de les Regions, però havia estat expulsat de les seves files el 2010. Prysiazhniuk va continuar llavors la seva carrera política com a membre del United Center però, segons aquest partit, mai havia estat membre i només havia treballat amb ells de manera voluntària durant les eleccions locals de 2010.

### Artem Pohosian
Inicialment, es va informar que el pare d'Artem Pohosian va treballar en el passat com a alt funcionari a la fiscalia de districte de Mykolaiv. Segons la policia, el seu pare treballava com a treballador manual i va morir el gener de 2012 i la seva mare era bibliotecària. Pohosian va ser arrestat l'11 de març de 2012, posat en llibertat sota fiança policial i tornat a arrestar després de les protestes públiques.

## Atac
Makar, de 18 anys, va ser atacada, suposadament per tres homes, a Mykolaiv, al sud d'Ucraïna, la nit del 8 al 9 de març de 2012. Hi ha relats contradictoris sobre els detalls de com es coneixien els sospitosos i la víctima i què va passar el vespre de l'assassinat, però no es discuteix que Makar va conèixer almenys dos dels seus atacants al Rybka, un pub de Mykolaiv, i tots van anar al pis d'un dels presumptes agressors. S'ha al·legat que Prysiazhniuk coneixia a Makar abans de reunir-se el 8 de març i planejar el crim encara que això ha estat negat per la mare de Makar. Els tres homes van violar Makar a l'apartament i van intentar estrangular-la amb un cordó. Després d'això, van agafar Makar, que amb prou feines estava conscient, la van traslladar a una obra propera, la van embolicar amb una manta i li van calar foc que va estar cremant durant tota la nit. Va ser descoberta l'endemà al matí, encara conscient, per un motorista que passava i traslladada a un hospital. Havia patit cremades al 55 % del seu cos i havia patit danys pulmonars a causa de la inhalació de fum.

## Resposta mèdica i mort
Makar va ser traslladada al Donetsk Burn Center, una institució mèdica moderna amb reputació internacional on la va operar un cirurgià suís. Li van haver d'⁣amputar el braç dret i els dos peus per evitar que la gangrena s'estengués.
El 29 de març de 2012, Makar va morir a causa de les greus ferides. Va ser enterrada el 30 de març a Luch. Com que va morir soltera, va ser enterrada amb un vestit de núvia, d'acord amb la tradició local.

## Investigació i judici
Tres homes – Yevhen Krasnoshchok, de 23 anys, Maksym Prysiazhniuk, de 24, i Artem Pogasyan, de 22 – van ser arrestats l'11 de març, però Prysiazhniuk i Pohosian van ser alliberats sota fiança policial. Poc després es va afirmar als mitjans de comunicació que els pares de Prysiazhniuk i Pohosian eren exfuncionaris governamentals de la zona de Mykolaiv i estaven connectats amb polítics locals. Es va informar que Prysiazhniuk era el fill adoptiu d'un antic cap del consell de districte i Pohosian era el fill del fiscal regional. En la seva declaració, la policia va confirmar l'afirmació respecte a Prysiazhniuk, però va declarar que la mare de Pohosian és bibliotecària i el seu pare era treballador manual abans de morir el gener de 2012. Després de les protestes als carrers de Mykolaiv i altres ciutats contra la fiança policial de Prysiazhniuk i Pohosian, el president ucraïnès Viktor Ianukóvitx va intervenir i un equip investigador de Kíev, capital d'Ucraïna, va visitar Mykolaiv. Els dos sospitosos posats en llibertat sota fiança policial van ser detinguts de nou, i almenys quatre funcionaris locals de les forces de l'ordre van ser acomiadats.
El 29 de març, un portaveu del Ministeri de l'Interior va anunciar que els tres homes havien estat acusats de la violació i l'assassinat d'Oksana Makar i s'enfrontaven a la presó perpètua.
El 24 de maig de 2012, va començar el judici obert sobre el cas al tribunal de Tsentralnyi Raion de Mykolaiv. Durant el judici, Prysiazhniuk va afirmar que les relacions sexuals amb Makar era de mutu consentiment. Ell i Pohosian van afirmar que va ser Krasnoshchok qui va ofegar la noia i després la va tornar a violar; Prysiazhniuk i Pohosian creien que ja estava morta quan la van portar al soterrani. El 30 d'octubre de 2012, el fiscal va demanar cadena perpètua per a Krasnoshchok, 15 anys de presó per a Prysiazhniuk i 14 anys de presó per a Pohosian.

## Resposta pública

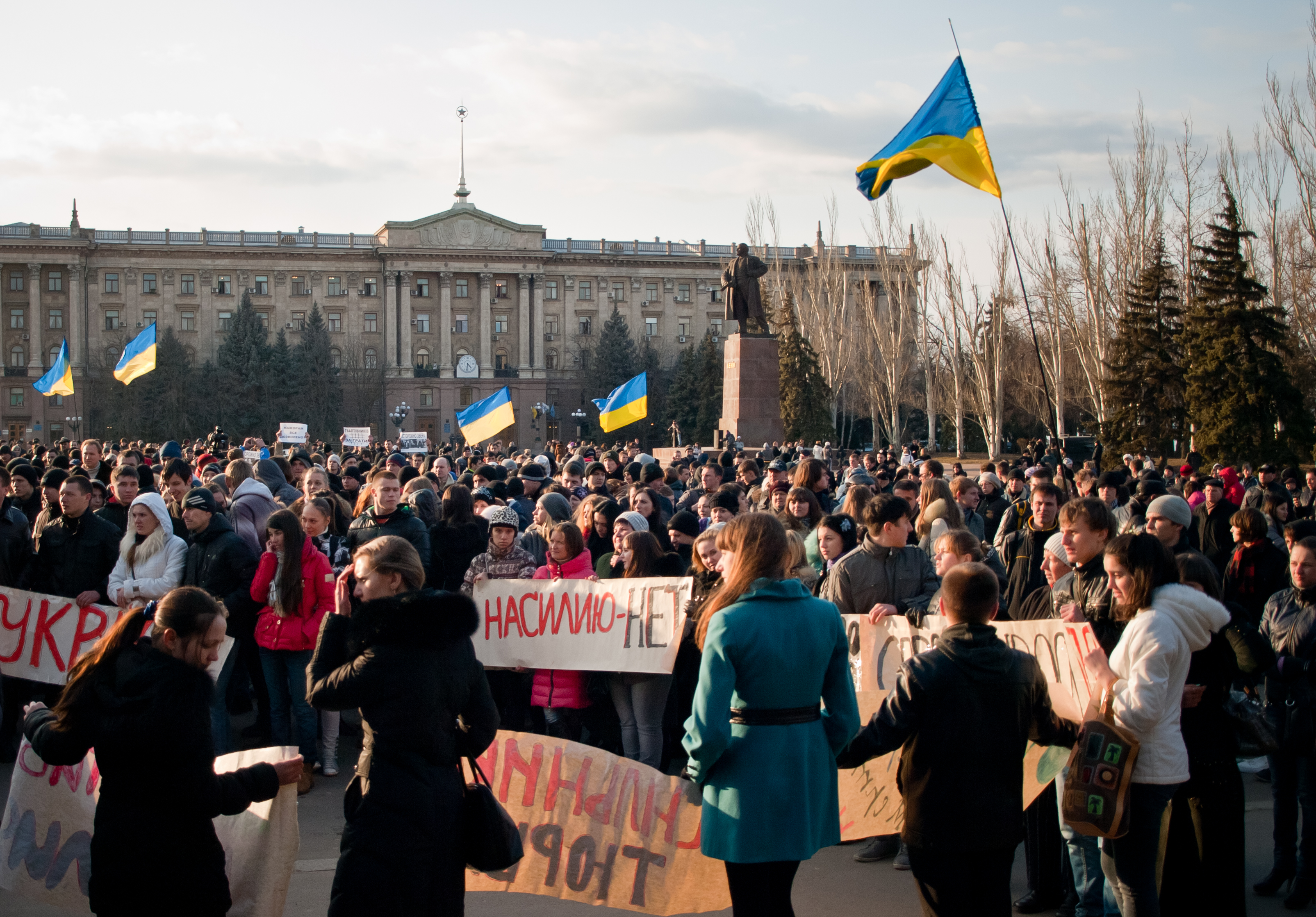
Protesta en suport de Makar el 15 de març de 2012 a Mykolaiv.

Les accions de la policia van ser profundament criticades pels mitjans de comunicació i van provocar protestes públiques a Mykolaiv, Khàrkiv, Lviv i Odesa. La mort de Makar va estar relacionada amb els anomenats "crims de gran pes", o sigui crims comesos per fills fills d'oficials públics o pels mateixos funcionaris. Segons la mare de la víctima, Taetiana Surovytska, les seves connexions dins d'un dels canals centrals de televisió d'Ucraïna van ajudar a garantir una cobertura mediàtica inicial generalitzada. Surovitskaya va publicar imatges de Makar a l'hospital després que els metges havien estat obligats a amputar-li un dels braços i els dos peus a YouTube (aquestes amputacions es pogueren veure clarament al vídeo) dues setmanes després de l'atac.
El multimilionari ucraïnès i membre del parlament Renat Akhmetov havia ajudat el trasllat de Makar al Centre de Cremats de Donetsk i també va pagar el cirurgià suís.
El governador de la província de Mykolaiv, Mykola Kruhlov va culpar entre els altres a la família de la nena ferida: "La qüestió del control dels nens - són problemes familiars. Aquesta és un nen menor d'edat, en els nostres 18 anys d'aprenentatge escolar - estic a aquest punt dic". Raisa Bohatyryova (viceprimera ministra i alhora ministra de Salut) va mantenir converses amb Mykola Kruhlov i li va demanar que proporcionés tota l'atenció mèdica necessària per a Makar.
La consellera presidencial d'Ucraïna, Maryna Stavniychuk, va expressar el seu suport als residents de Mykolaiv i es va oposar a l'alliberament inicial dels sospitosos. Va anunciar que l'Administració Presidencial estava sorprès pel comportament dels agents de l'ordre, que van alliberar els sospitosos de la violació i l'intent d'assassinat. La consellera presidencial també va expressar la seva incredulitat personal sobre l'alliberament dels sospitosos.
El diputat Serhiy Sobolev va dir que "el portaveu del departament de policia regional de Mykolaiv menteix francament" quan ella (la tinent coronel Olha Perederenko) va declarar que "la noia estava en tals condicions que no podia aportar cap prova". Sobolev es va sorprendre que Olha Perederenko encara mantingués la seva posició.
Durant la sessió plenària de la Rada Suprema (parlament d'Ucraïna) del 14 de març, Hennadiy Zadyrko, en reacció a l'incident que involucrava Oksana Makar, va dir que Ucraïna hauria de "recuperar la pena de mort". El diputat Olegh Liashko va instar els seus col·legues a donar el sou d'un dia al tractament mèdic de Makar. També va opinar que haurien de "castrar els pedòfils".
El secretari del Consell Nacional de Seguretat i Defensa d'Ucraïna, Andriy Klyuyev, va expressar la confiança que els autors seran castigats amb tota l'extensió de la llei. Ha assenyalat que "el govern ha de respondre adequadament a qualsevol delicte; ningú ha d'evitar el càstig, independentment de la seva filiació o estatus social".
Una artista meritòria d'Ucraïna Anzhelika Rudnytska va declarar que no creia en l'execució de l'ordre del president Viktor Ianukóvitx per garantir una investigació completa i imparcial de la violació Oksana Makar. Va dir: "Si el sistema d'aplicació de la llei no és capaç de protegir els seus ciutadans i castigar els responsables, les mateixes persones han per tots els mitjans legals disponibles obligar-la a fer-ho".
Després de la mort de Makar, el 29 de març de 2012, el president Ianukóvitx i el primer ministre Mykola Azarov van ser dels primers a oferir el condol. Azarov va escriure al seu bloc "Sense compromisos. Només sabent que el càstig és inevitable, aquests monstres tindran por d'atacar la vida i els drets de les persones".

### Concentracions i recollida de fons
El matí del 13 de març, desenes de residents de Mykolaiv van anar a la primera concentració al costat de la comissaria central. La manifestació es va traslladar a l'Oficina del Fiscal de la província de Mykolaiv. Una altra protesta es va fer a la plaça Lenin.
El 15 de març es va celebrar una altra concentració a la zona central de Mykolaiv, prop de la plaça Lenin, en suport d'Oksana Makar amb uns quants milers de participants. A causa del ressò de l'agressió d'Oksana Makar, es va revelar un altre cas criminal similar, que implicava una altra adolescent, Aleksandra Popova, que va ser hospitalitzada el mateix dia i va estar inconscient durant setmanes. La manifestació va donar suport tant a Oksana Makar com a Aleksandra Popova. Els manifestants que es van reunir a la plaça Lenin van poder recaptar 7.511 ₴ pel tractament d'Oksana Makar i 6.652 ₴ es van recollir per a Alexandra Popova. Segons la seva mare, el públic en general va donar més d'1 milió de ₴ per al tractament de Makar.

### Donació de sang
Del 14 al 15 de març, més de 150 residents de Mykolaiv van donar sang per Oksana Makar. Després de traslladar-la a Donetsk, més de 60 habitants de Donetsk van donar sang, més 150 policies de Donetsk.